# Federazione di rugby a 15 dell'Austria
La Federazione austriaca di rugby (tedesco: Österreichischer Rugby Verband) è il corpo che governa il rugby a 15 in Austria.
La prima partita di rugby di cui si ha notizia in Austria risale al 14 aprile 1912. Questo sport era stato portato fin qui da due inglesi che lo volevano diffondere in Europa. Ci sono comunque voluti circa sessant'anni prima che il rugby prendesse piede in Austria.
La ÖRV è stata fondata nel 1990 e si è unita all'International Rugby Board nel 1992.
Il Vienna Celtic Rugby Football Club è stato fondato nel 1978 ed è stato il primo club di rugby nato in Austria.